# Raymond Pulinckx
Raymond Pulinckx (Schaarbeek, 24 februari 1924 - Brussel, 1 februari 2000) was een Belgisch bestuurder. Hij was gedelegeerd bestuurder van het Verbond van Belgische Ondernemingen.

## Levensloop
Pulinckx studeerde in 1946 af als licentiaat handels- en financiële wetenschappen aan de Rijkshandelshogeschool in Antwerpen. Na zijn studies ging hij als statisticus-economist aan de slag bij het Verbond der Belgische Nijverheid (VBN). In 1958 werd hij kabinetschef van toenmalig minister van Economische Zaken Jacques Van der Schueren (LP). 
Vervolgens keerde Pulinckx terug naar de werkgeversorganisatie, alwaar hij in februari 1962 werd aangesteld tot beheerder-directeur-generaal in opvolging van Roger De Staercke, die Leon Bekaert als voorzitter van de organisatie opvolgde. Onder de impuls van Pulinckx kwam het tot een fusie tussen het VBN en het Verbond der Belgische Niet-Industriele Ondernemingen (VBNIO), hieruit ontstond in 1973 het Verbond van Belgische Ondernemingen (VBO). Pulinckx werd aangesteld als gedelegeerd bestuurder, een functie die hij uitoefende tot 1989. Hij werd opgevolgd in deze functie door Tony Vandeputte.
Tussen 1970 en 1990 was Pulinckx regent bij de Nationale Bank van België.
Pulinckx speelde een belangrijke rol in de uitbouw van het sociaal overleg-model, waarin hij samen met Jef Houthuys (ACV) en Georges Debunne (ABVV) de grondlegger was van de 'centrale sociale akkoorden', afspraken die voor alle takken van de economie golden.